# سيرجيو ياماس
سيرجيو ياماس (بالإسبانية: Sergio Llamas Pardo)‏ (6 مارس 1993 بفيتوريا-غاستيز في إسبانيا - ) هو لاعب كرة قدم إسباني في مركز الوسط. لعب مع ديبورتيفو ألافيس وديبورتيفو ألافيس ب.

## وصلات خارجية
- سيرجيو ياماس على موقع قاعدة بيانات كرة القدم.إي يو (الإنجليزية)
- سيرجيو ياماس على موقع Soccerbase.com (لاعب) (الإنجليزية)
- سيرجيو ياماس على موقع Soccerway.com (الإنجليزية)
- سيرجيو ياماس على موقع AS.com (الإسبانية)